# Griesbuck
Griesbuck ist ein Gemeindeteil des Marktes Absberg im Landkreis Weißenburg-Gunzenhausen (Mittelfranken, Bayern). Griesbuck liegt in der Gemarkung Absberg.
Das Dorf liegt nördlich von Absberg auf einer Höhe von ca. 450 m ü. NHN, knapp südlich des Igelsbachsees und ist räumlich mit Absberg verschmolzen. Durch Griesbuck führt die Kreisstraße WUG 1.
Zu Beginn des 19. Jahrhunderts wurde Griesbuck als Dorf mit drei Häusern und 16 Bewohnern beschrieben. Es gehört zur Pfarrei Absberg.

## Baudenkmäler
- Wegkapelle
- Grießbuck 22: Bauernhaus
- Grießbuck 24: Bauernhaus